# Síndrome de Klippel-Feil
El síndrome de Klippel-Feil es una rara enfermedad, reportada originalmente en 1912 por Maurice Klippel y André Feil, que se caracteriza por la fusión congénita de 2 de las 7 vértebras cervicales. De hecho, el síndrome de Klippel-Feil ocurre en un grupo heterogéneo de pacientes unificado solo por la presencia de un defecto congénito en la formación o la segmentación de la columna cervical. 

## Signos y síntomas
Numerosas anomalías asociadas de otros sistemas orgánicos pueden estar presentes. Esta heterogeneidad requiere una evaluación integral de todos los pacientes, los regímenes de tratamiento pueden variar según la modificación de las actividades a la cirugía espinal. Por otra parte, no está claro si el síndrome de Klippel-Feil es una enfermedad discreta, o si se trata de un punto en un espectro de malformaciones congénitas espinales.
Los signos más comunes del trastorno son un cuello corto, baja implantación del cabello en la parte posterior de la cabeza, y la movilidad restringida de la columna vertebral superior.

## Anomalías asociadas
- alteraciones vertebrales: escoliosis (curvatura anómala de la columna vertebral), espina bífida.
- anomalías de los riñones
- alteración de la cabeza y la cara (paladar hendido)
- problemas respiratorios
- alteración ósea y muscular (brazos, piernas y dedos)
- malformaciones del corazón
- alteración de los órganos sexuales
- patología del sistema nervioso central: Malformación de Chiari tipo I y alteración de la médula espinal.

## Clasificación
Un esquema de clasificación para el síndrome de Klippel-Feil fue propuesto en 1919 por André Feil, que representó las malformaciones de la columna cervical, torácica y lumbar.
Sin embargo, recientemente, Dino Samartzis y sus colegas en 2006, propusieron tres tipos de clasificación que abordaron específicamente las anomalías de la columna cervical y sus síntomas, con una elaboración adicional sobre los diversos factores que dependen del tiempo respecto de este síndrome.

## Tratamiento
El tratamiento para el síndrome de Klippel-Feil es sintomático y puede incluir cirugía para aliviar la inestabilidad cervical o craneocervical y constricción de la médula espinal, y para corregir la escoliosis.

## Pronóstico
La heterogeneidad del síndrome de Klippel-Feil ha dificultado los diagnósticos y pronósticos y también ha complicado el esclarecimiento de la etiología genética del síndrome.
El pronóstico para la mayoría de los individuos con el síndrome de Klippel-Feil es bueno si el trastorno se trata pronto y adecuadamente. Las actividades que pueden dañar el cuello deben ser evitadas. Las anomalías asociadas con el síndrome pueden ser fatales si no se tratan, o si se encuentran demasiado tarde para ser tratables.

## Casos notables
En la 18.ª dinastía del faraón egipcio Tutankamon algunos creen haber sufrido del síndrome de Klippel-Feil, aunque otros disputan esta alegación. Un caso más reciente es el jugador de cricket Inglés Gladstone Small.
En 2009, los arqueólogos excavando en un sitio neolítico en el norte de Vietnam descubrieron los restos de una joven con síndrome de Klippel-Feil, que aparentemente había sido apoyada por su comunidad a nivel de subsistencia por lo menos una década antes de su muerte.